# Psammodesmus chuncho
Psammodesmus chuncho är en mångfotingart som först beskrevs av Chamberlin 1941.  Psammodesmus chuncho ingår i släktet Psammodesmus och familjen Platyrhacidae. Inga underarter finns listade i Catalogue of Life.